# Sendvičové sloučeniny

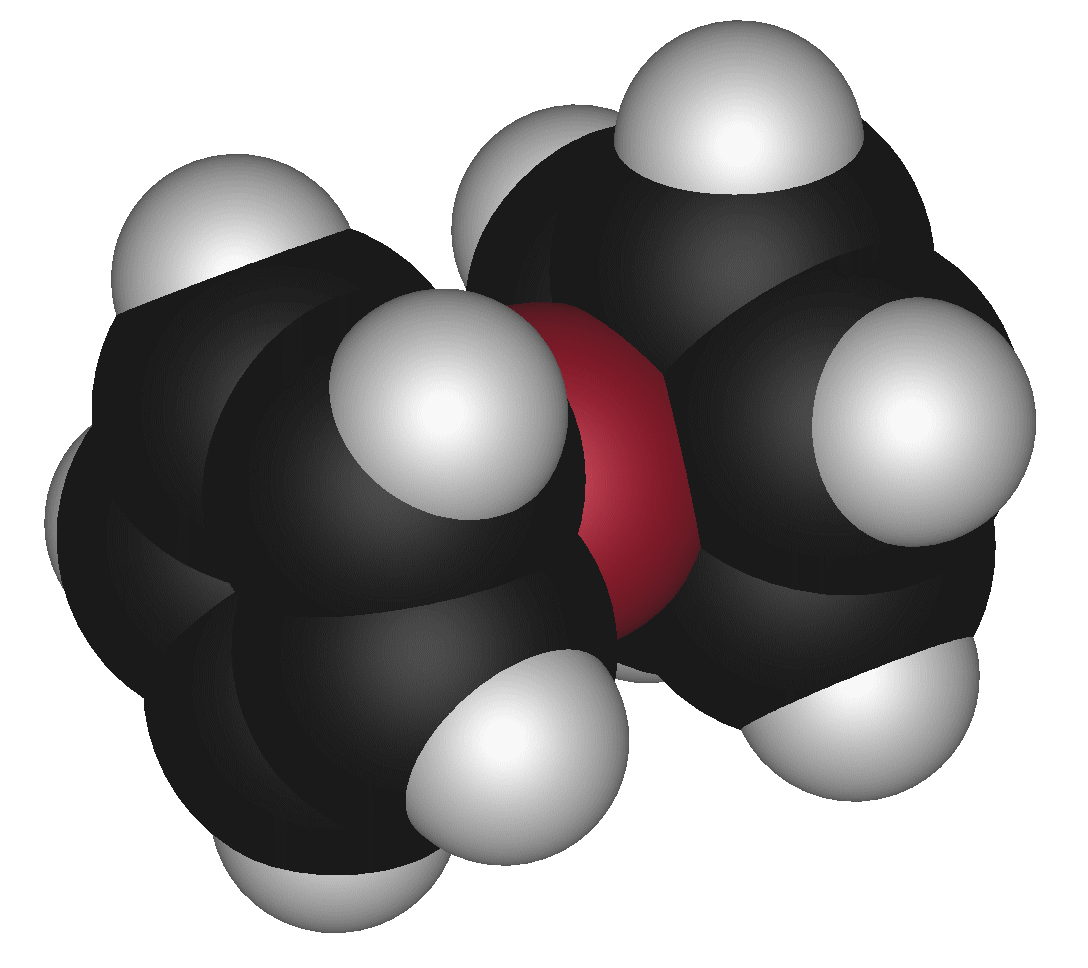
Prostorový model molekuly ferrocenu

Sendvičové sloučeniny je označení pro organokovové sloučeniny skládající se z kovového centra a vázaného k dvěma aromatickým ligandům. Jejich označení pochází z podobnosti se sendvičem - kov je umístěn mezi dvěma kruhy. Pokud jsou oba ligandy cyklopentadienyly, označujeme sloučeninu jako metalocén.
Pojem sendvičové sloučeniny byl zaveden v roce 1950, kdy byla potvrzena struktura ferrocenu, pomocí RTG strukturní analýzy. Objasnění jeho struktury bylo důležitým krokem při objasňování konformerů ferrocenu. Molekula se skládá z iontu železa a dvou paralelních cyklopentadienylových kruhů.

## Druhy sendvičových sloučenin
Nejznámější jsou metaloceny s obecným vzorcem M(C5H5)2, kde M = Fe, Cr, Co, Ni, Pb, Zr, Ru, Rh, Sm, Ti, V, Mo, W, Zn.
1. Směsné cyklopentadienylové komplexy: M(C5H5)(CnHn), např. Ti(C5H5)(C7H7) nebo (C60)M(C5H5Ph), kde vystupuje fuleren C60 jako analog cyklopentadienylového kruhu.
2. Bis(benzenové) komplexy: M(C6H6)2, nejznámějším příkladem je Cr(C6H6)2.
3. Bis(cyklooktatetraenylové) komplexy: M(C8H8)2, např. U(C8H8)2 nebo Th(C8H8)2.
4. Bis(cyklobutadienylové) komplexy: M(C4H4)2, např. Fe(C4H4)2.
5. Komplexy s anorganickými ligandy: např. Fe(C5Me5)(P5) nebo [(P5)2Ti]2−.[2]